# Chabournay
Chabournay é uma comuna francesa na região administrativa da Nova Aquitânia, no departamento de Vienne. Estende-se por uma área de 5,84 km². Em 2010 a comuna tinha 1 132 habitantes (densidade: 193,8 hab./km²).